# Dis Manibus

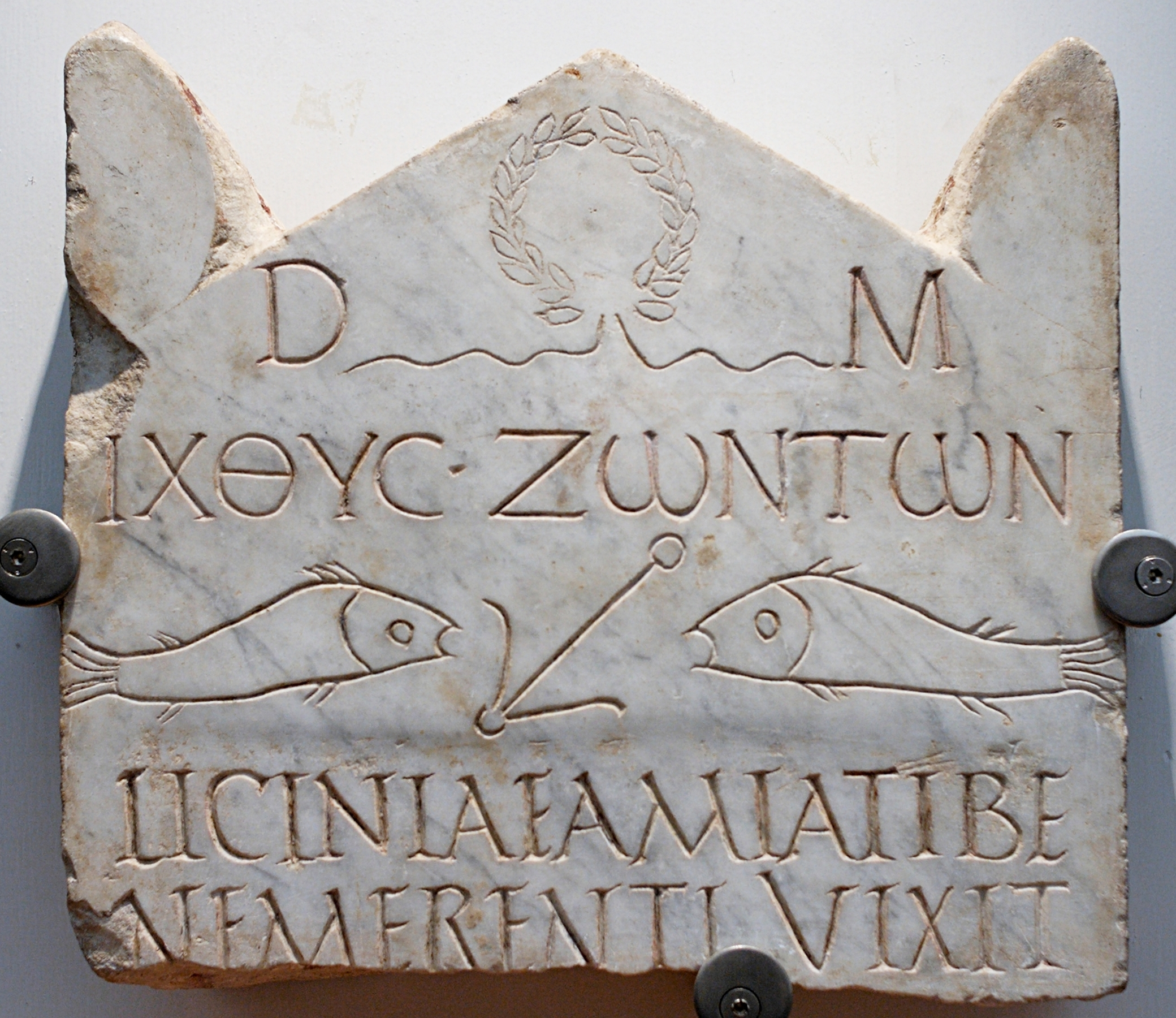
Abkürzung "D M" auf einem antiken Grabstein (Rom, 3. Jahrhundert)

Dis Manibus (lateinisch, den Totengeistern), abgekürzt D•M oder DD•MM, ist eine epigraphische Formel, die in Grabinschriften der Römischen Antike erscheint. Sie tritt häufig auch mit dem Zusatz Sacrum auf, abgekürzt dann D•M•S oder S•D•M, „den Totengeistern geweiht“.
Nach dem Ergebnis der Untersuchungen von Santoro trat sie nicht vor der Zeit des Augustus auf und wurde erst in nachaugusteischer Zeit, dann auch in abgekürzter Form, allgemein gebräuchlich.

## Positionierung
Die Formel kann als Inschrift ohne weiteren Zusatz erscheinen und kennzeichnet dann einen Ort allgemein als Grabstätte, in der Regel bildet sie jedoch nur einen Bestandteil einer Grabinschrift mit Nennung eines Verstorbenen, zuallermeist steht sie dort dann am Anfang, manchmal auch dem Namen des Verstorbenen nachgesetzt oder an das Ende der Inschrift gestellt, und in Einzelfällen erscheinen die Buchstaben D und M getrennt voneinander links und rechts oberhalb der Namensinschrift.

## Sprachliche Deutung
Der Dativ Di(i)s Manibus wird so verstanden, dass mit dieser Formel die Grabstätte den di manes, den durch manes als ‚gut, gnädig‘ gekennzeichneten Toten- oder Ahnengeistern, geweiht wird, wobei der dedizierende Charakter der Inschrift auch durch noch eindeutigere Formulierungen zum Ausdruck gebracht werden kann.  Ist sie mit dem Namen eines Verstorbenen verbunden, so steht dieser entweder im Genitiv, im Dativ oder im Nominativ. Die Formel DM + Genitiv wird hierbei so verstanden, dass die Widmung nicht an die Totengeister allgemein, sondern speziell an die Ahnengeister des Verstorbenen erfolgt, oder aber dass trotz der (bei Abkürzung nur mutmaßlichen) Pluralform mit den Manen des Verstorbenen der Geist dieses Verstorbenen, dessen Seele, als Empfänger der Widmung gemeint sei. Die Konstruktion DM + Dativ gilt demgegenüber als Dedikation an die Toten- oder Ahnengeister und den Verstorbenen selbst, wie es auch noch deutlicher angezeigt sein kann, wenn zusätzlich zu den Manen und unterschieden von ihnen der Geist des Verstorbenen als genius (bei Frauen als Iuno) und Empfänger der Widmung genannt ist. In der Konstruktion DM + Nominativ schließlich gilt DM als eine bloße Einleitungsformel, die die Widmung an die Manen dem Namen des Verstorbenen syntaktisch unverbunden voranstellt.

## DMin jüdischen und christlichen Grabinschriften
Die ihrem Ursprung nach heidnische Formel tritt in abgekürzter Form auch in Inschriften für jüdische und christliche Verstorbene auf, wobei diejenigen für christliche Verstorbene zum Teil auch christliches Formelgut oder christliche Symbole aufweisen, während bei mutmaßlich jüdischen DM-Inschriften zumeist nur aus dem Namen oder Fundort und nur in vergleichsweise wenigen Fällen auch aus einem Namenszusatz wie Iudea Rückschlüsse auf die Religionszugehörigkeit möglich sind. Man hat diesen Befund so zu erklären versucht, dass die Formel in ihrem Sinn unverständlich geworden, synkretistisch angeeignet oder zu Deo Magno oder Deo Maximo umgedeutet worden sein könnte, oder dass es sich um Grabsteine bzw. Grabplatten mit einer vorgefertigten Inschrift gehandelt haben könnte. In einigen Fällen konnte von Rutgers anhand der Platzierung der Formel auf der Rückseite der Platte oder anhand von Bearbeitungsspuren auch plausibel gemacht werden, dass eine zuvor heidnisch verwendete Platte für einen jüdischen Verstorbenen wiederverwendet wurde.